# Grottorna i Aggtelek karst och Slovakiska karst
Grottorna i Aggtelek karst och Slovakiska karst är ett världsarv bestående av ett typiskt karstsystem i det tempererade området, som uppvisar en extremt ovanlig kombination av tropiska och glaciala klimateffekter. Detta gör det möjligt att studera geologisk historia över tiotals miljoner år. Varianter av formationer och det faktum att de alla är koncentrerade i ett begränsat området innebär att de 712 grottorna som idag identifierats utgör ett enastående exempel på en sedan länge pågående naturlig process. Det finns omkring 500 taxoner av grottlevande djur, som lever permanent eller tillfälligt i grottorna. Flera av dem finns bara i grottorna i Aggtelek karst (endemiska). 28 av Europas 39 fladdermusarter lever också i grottorna (men inte alla fladdermusarter bor i grottor).

## Grottorna
Världsarvet omfattar sju delar:
- Aggetelek nationalpark i Ungern
- Szendrő-Rudabányakullen i Ungern
- Esztramoskullen i Ungern
- Dobšinská isgrotta i Slovakien (2000)
- Koniarplatån i Slovakien
- Plešivecplatån i Slovakien
- grannområdet av Silica och Jasov i Slovakien
- Grottor som ingår är:
  - Baradla-Domicakomplexet
  - Gombasekgrottan
  - Silica isgrotta
  - Dobsinska isgrotta
  - Ochtinská aragonitgrotta
  - Jasovskágrottan

Mer än 99% av grottorna i Aggtelek karst och Slovensky karst är bevarade i sitt ursprungliga, naturliga tillstånd och är väl skyddade. Resten av dem har modifierats avsevärt som "turistgrottor" för att allmänheten skulle få tillträde till dem. Grottorna har cirka 300 000 besökare årligen. Alla grottorna är statliga och marken som de tillhör ger dem skyddad status. Grottsystemet är extremt känsligt för miljöförändringar, inklusive föroreningar från jordbruket, avskogning och jorderosion. Upprätthållandet av de aktiva geologiska och hydrologiska processerna (karstbildning och utveckling av stalagmiter och stalaktiter) kräver en omfattande förvaltning av hela vattenavrinningsområdet.

### Baradla-Domica
Grottkomplexet Baradla-Domica är 21 km långt med omkring en fjärdedel på den slovakiska sidan och resten i Ungern. Det första nedtecknade kommentaren om Baradla daterar sig till 1549 och sedan 1920 är det en turistattraktion. Ján Majko utforskade Domicagrottan (Slovakiska delen av komplexet) 1926 och turistvägen som öppnades 1932 är mer än 1700 meter lång. Grottan var befolkad så sent som för 5 000 f Kr och har är en viktig arkeologisk plats efter Bükkkulturen. Temperaturen i den slovakiska delen varierar mellan 10°C och 12,3°C med en fuktighet över 95%.

### Gombasekgrottan
Gombasekgrottan upptäcktes 1951. 530 av 1 525 meter av dess längd är öppen för allmänheten sedan 1955. Grottan är även experimentellt använd för "speleotherapy" som ett sanatorium med fokus på luftvägssjukdomar tack vare en konstant temperatur på 9°C och en relativ luftfuktighet på hela 98 %. Geomorfologiskt är den en av de yngsta men icke desto mindre en av de mest imponerande grottorna i Slovakien med enastående dekorationer som gett grottan dess smeknamn "Sagogrottan".

### Dobšinás isgrotta
Dobšinás isgrotta lades till världsarvet år 2000. Grottan upptäcktes 1870 av Eugen Ruffinyi, trots att grottans ingång var känd sedan länge. Efter att grottan öppnats upp för allmänheten året efter blev den 1887 den första elektriskt upplysta grottan i Europa. Omkring en tredjedel av dess längd på 1 483 meter är öppen från maj till september. Isens tjocklek på golvet når 25 meter med en yta på 11 200 m² vilket ger en uppskattad volym på 145 000 m³ is. Medeltemperaturen är -1°C och relativa luftfuktigheten mellan 96 och 99 %. Grottan är en av de vackraste och rikast dekorerade isgrottorna i världen.

### Ochtinská aragonitgrottan
Trots att Ochtinská aragonitgrottan endast är 300 meter lång med en turistled inte längre än 230 meter är grottan känd för sina ovanliga aragonitfyllningar då det hittills endast har hittats tre aragonitgrottor i världen. I den så kallade Vintergatssalen, som är grottans huvudattraktion, finns vita stråk och kluster av aragonit som skiner likt stjärnorna i vår galax vintergatan. Grottan upptäcktes 1954 och öppnades för allmänheten 1972. Temperaturen i grottan är omkring 7°C med en relativ luftfuktighet på mellan 92 och 97 %.

### Jasovskágrottan
Jasovskágrottan var öppnades delvis för allmänheten 1846, vilket gör den till den första allmänt tillgängliga grottan i Slovakien. De lägre delarna utforskades 1922 till 1924. Mer än en tredjedel av dess längd på 2 148 meter är öppen för allmänheten. Peleolitiska och neolitiska arkeologiska artefakter hittades i grottan tillsammans med från Hallstattkulturen.

## Galleri

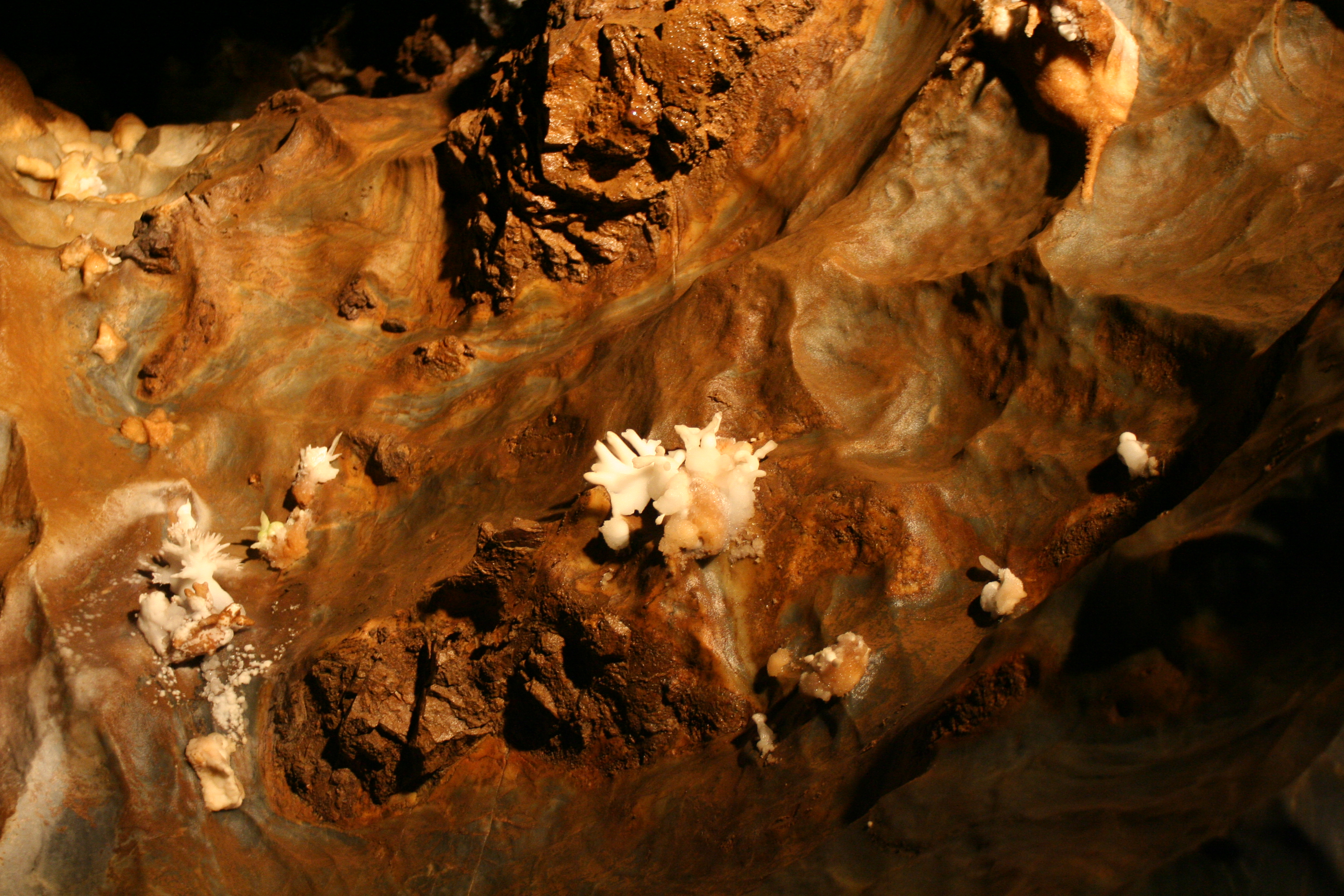
Otchtinska aragonitgrottan
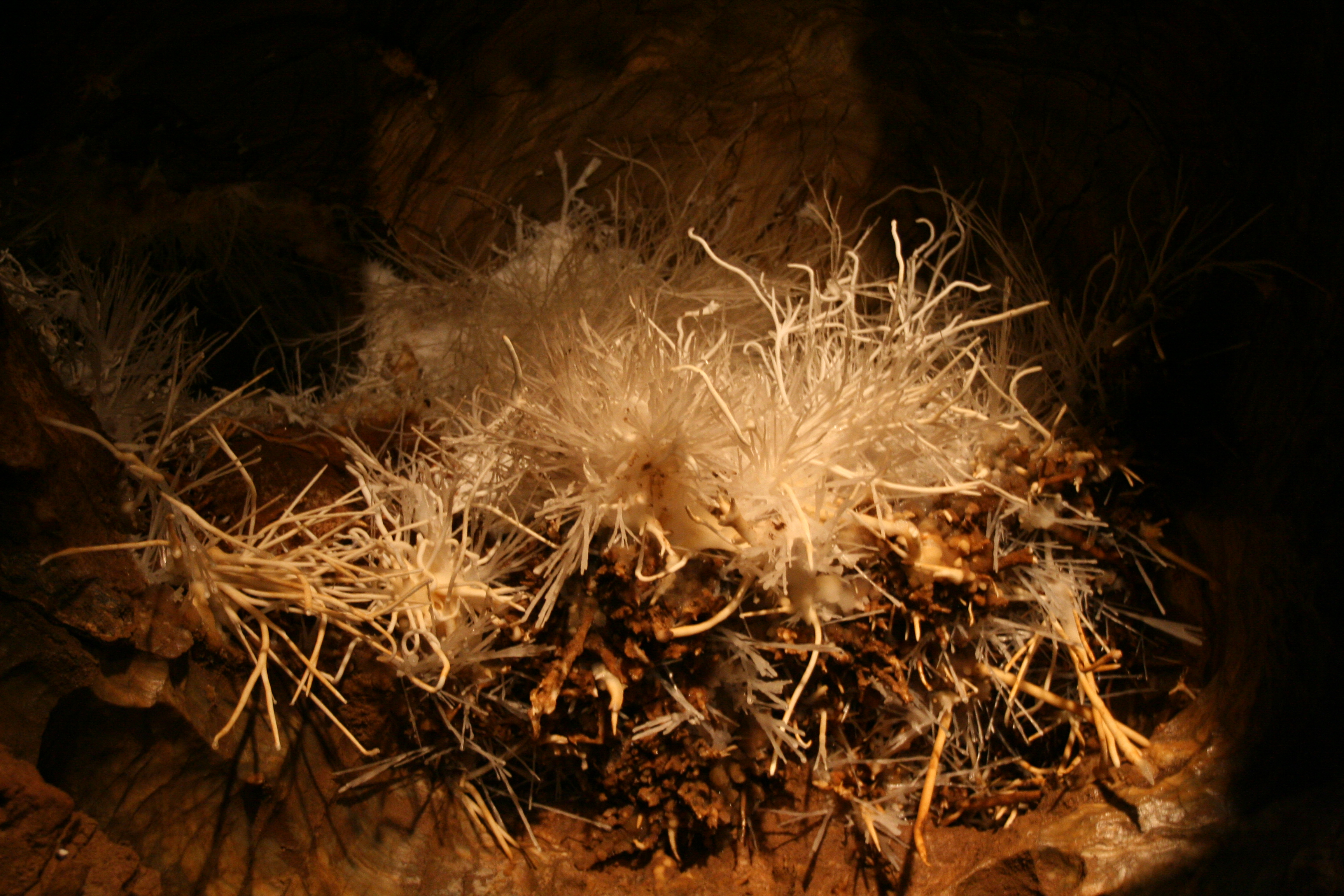
Närbild på aragonitdekorationerna
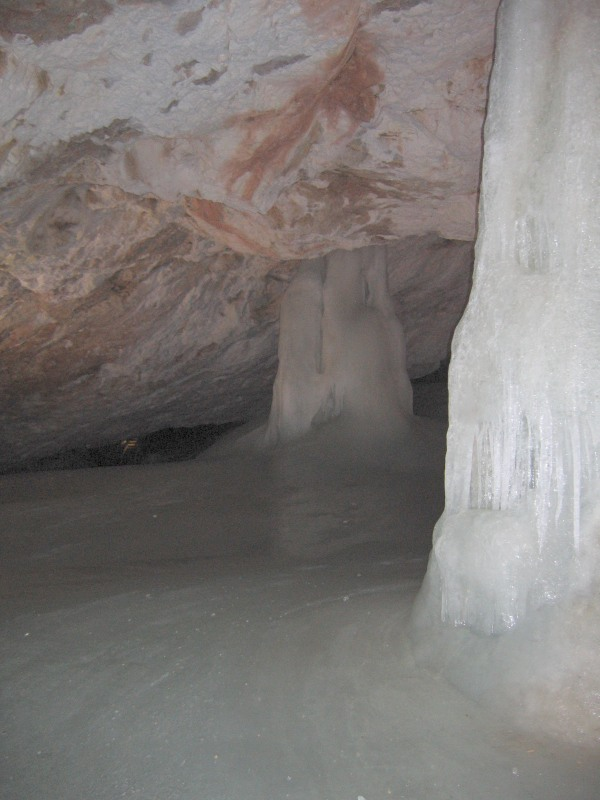
Dobsinska isgrotta
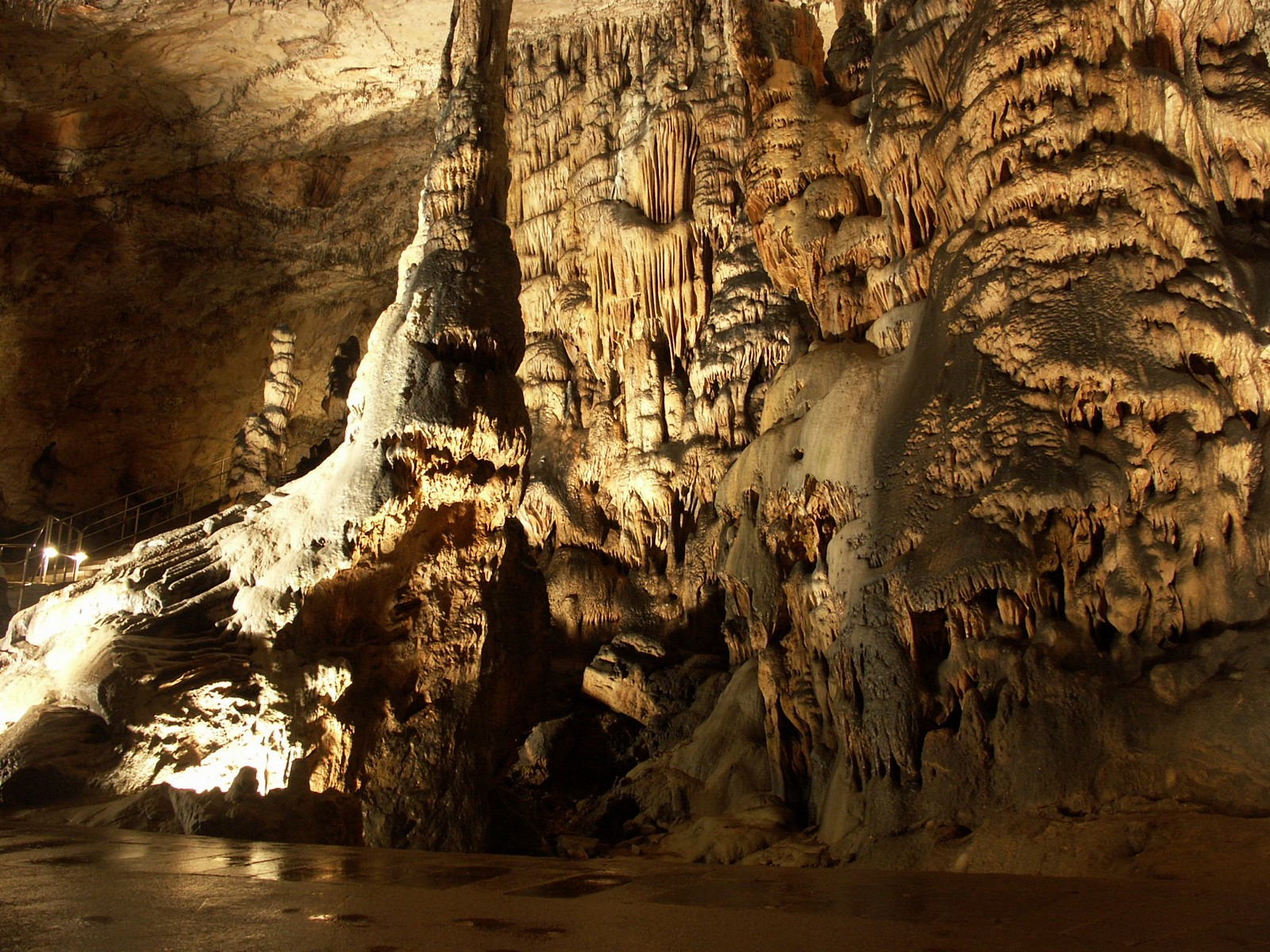
Baradlagrottan